# Verbandsgemeinde Gebhardshain
La comunità amministrativa di Gebhardshain (Verbandsgemeinde Gebhardshain)  era una comunità amministrativa della Renania-Palatinato, in Germania.
Faceva parte del circondario di Altenkirchen (Westerwald).
A partire dal 1º gennaio 2017 è stata soppressa, i comuni che ne facevano parte sono stati uniti a quelli della comunità amministrativa di Betzdorf per costituire la nuova comunità amministrativa Betzdorf-Gebhardshain.

## Suddivisione
Comprendeva 12 comuni:
1. Dickendorf
2. Elben
3. Elkenroth
4. Fensdorf
5. Gebhardshain
6. Kausen
7. Malberg
8. Molzhain
9. Nauroth
10. Rosenheim (Landkreis Altenkirchen)
11. Steinebach/ Sieg
12. Steineroth

Il capoluogo era Gebhardshain.